# Trofeo San Rocco
Le Trofeo San Rocco est une course cycliste italienne qui se déroule autour de Fabbrica (it), frazione de la commune de Peccioli en Toscane. Créée en 1997, elle est organisée par le GS Amici del Pedale.
Cette épreuve fait actuellement partie du calendrier national de la Fédération cycliste italienne, en catégorie 1.14. Elle est par conséquent réservée aux cyclistes juniors (moins de 19 ans).

## Histoire
De 1997 à 2001, la course est dénommée Trofeo Amici del Pedale du nom du club organisateur.

## Palmarès
| Année                   | Vainqueur                | Deuxième              | Troisième          |
| Trofeo Amici del Pedale |                          |                       |                    |
| ----------------------- | ------------------------ | --------------------- | ------------------ |
| 1997                    | Rasmus Nielsen           |                       |                    |
| 1998                    | Salvatore Caccamo        |                       |                    |
| 1999                    | Alexandr Kolobnev        |                       |                    |
| 2000                    | Cristiano Benenati       |                       |                    |
| 2001                    | Francesco Anichini       |                       |                    |
| Trofeo San Rocco        |                          |                       |                    |
| 2002                    | Grega Bole               |                       |                    |
| 2003                    | Alexey Esin              |                       |                    |
| 2004                    | Alexander Urychev        |                       |                    |
| 2005                    | Sacha Modolo             |                       |                    |
| 2006                    | Diego Ulissi             | Matteo Belli          | Daniele Cavasin    |
| 2007                    | Alexey Tsatevitch        | Adam Semple           | Alberto Cecchin    |
| 2008                    | Nicola Testi             | Konstantin Yakimov    | Simone Camilli     |
| 2009                    | Konstantin Yakimov       | Liam Bertazzo         | Pavel Gorenc       |
| 2010                    | Damien Howson            | Samuel Spokes         | Simone Sterbini    |
| 2011                    | Omar Asti                | Simone Petilli        | Davide Gabburo     |
| 2012                    | Domenico Saldamarco      | Giacomo Peroni        | Marco Corrà        |
| 2013                    | Giovanni Pedretti        | Francesco Bartolini   | Matteo Trippi      |
| 2014                    | Edoardo Affini           | Vincenzo Albanese     | Lorenzo Vallarino  |
| 2015                    | pas de course            |                       |                    |
| 2016                    | Stefano Lira             | Mattia Bevilacqua     | Francesco Ligato   |
| 2017                    | Sebastiano Mantovani     | Luca Paladin          | Omar Marouan       |
| 2018                    | Matteo Regnanti          | Ettore Mugnaini       | Matteo Barsottelli |
| 2019                    | Antonio Tiberi           | Francesco Della Lunga | Lorenzo Peschi     |
| 2020                    | annulé                   | annulé                | annulé             |
| 2021                    | Nicolò Costa Pellicciari | Lorenzo Conforti      | Giovanni Zordan    |
| 2022                    | Luca Rosa                | Pavel Novák           | Matteo Scalco      |
| 2023                    | Juan David Sierra        | Filippo Cettolin      | Tommaso Bambagioni |
| 2024                    | Andrea Montagner         | Ludovico Mellano      | Riccardo Fabbro    |